# آنیمش چاکراورتی
آنیمش چاکراورتی (انگلیسی: Animesh Chakravorty؛ زاده ۳۰ ژوئن ۱۹۳۵) یک دانشمند در زمینه کمپلکس شیمیایی اهل هند است.